# Corydoras albolineatus
Corydoras albolineatus Knaack, 2004 è un pesce d'acqua dolce appartenente alla famiglia Callichthyidae.

## Distribuzione e habitat
È endemico del bacino del Guaporé, in Bolivia (Dipartimento di Santa Cruz).

## Descrizione
Il corpo è leggermente compresso sui lati e sull'addome; raggiunge una lunghezza di 3,7 cm. La colorazione è pallida a puntini scuri su tutto il corpo ma non sulle pinne, che sono trasparenti. Le femmine hanno il ventre più ingrossato dei maschi.

## Acquariofilia
Questa specie non è diffusa in commercio e non è frequentemente allevata in acquario.